# Ампер, Жан-Жак
Жан-Жак Ампер (фр. Jean-Jacques Ampère; 12 августа 1800, Лион — 27 марта 1864, По) — французский филолог, член Французской академии.

## Биография
Был единственным сыном известного физика Андре Мари Ампера. Образование получил в Париже, затем путешествовал по Италии, Германии и Скандинавии, где изучал народные песни и поэзию. Вернувшись во Францию в 1829 году, Ампер стал читать в Марселе публичные лекции по истории литературы. В 1830 году издал сборник скандинавской и германской поэзии, ставший первым для французской публики знакомством со скандинавской и ранней германской поэзией.
Переехав в Париж, Ампер стал преподавать в Сорбонне и получил место профессора истории французской литературы в Коллеж де Франс. Также Ампер занимал должность куратора Библиотеки Мазарини, являлся членом Французской академии изящной словесности (с 1842) и Французской академии (с 1848).
В 1841 году Ампер побывал в Северной Африке, а затем в Греции и Италии в компании друзей, в том числе Проспера Мериме. По результатам этого путешествия Ампер издал в 1848 году труд «Греция, Рим и Данте» (Grèce, Rome et Dante), вызвавший во Франции значительный интерес к творчеству Данте. В 1851 году Ампер побывал в Америке. С этого времени и до своей смерти он работал над монументальным трудом «L’Histoire romaine à Rome», также издал сборник своих стихов. Все сочинения Ампера отличаются здравой критикой, обширной эрудицией и ясным, привлекательным изложением. Один из авторов термина «Каролингское возрождение».

## Труды
- De l’histoire de la poésie (1830) ;
- De la littérature française dans ses rapports avec les littératures étrangères au moyen âge (1833) ;
- Littérature et voyages : Allemagne et Scandinavie  (1833) ;
- Histoire littéraire de la France avant le XIIe siècle (3 volumes) (1839) ;
- Histoire de la littérature au moyen âge. De la formation de la langue française (3 volumes) (1841) ;
- Ballanche (1849) ;
- La Grèce, Rome et Dante : études littéraires d’après nature (1848) ;
- Littérature, voyages et poésies (2 volumes) (1848) ;
- L’histoire romaine à Rome (4 volumes) (1856) ;
- César, scènes historiques (1859) ;
- Promenade en Amérique (2 volumes) (1860) ;
- La science et les lettres en Orient (1865) ;
- Mélanges d’histoire et de littérature (2 volumes) (1867) ;
- L’Empire romain à Rome (2 volumes) (1867) ;
- Voyage en Égypte et en Nubie (1868) ;
- Christian ou l’année romaine (1887).